# ديفيد (لاعب كرة قدم مواليد 1988)
ديفيد هو لاعب كرة قدم برازيلي في مركز الهجوم، ولد في 13 يونيو 1988 في كارابيكويبا في البرازيل. لعب مع سان ماركوس دي أريكا ‏.

## وصلات خارجية
- ديفيد (لاعب كرة قدم مواليد 1988) على موقع قاعدة بيانات كرة القدم.إي يو (الإنجليزية)
- ديفيد (لاعب كرة قدم مواليد 1988) على موقع Soccerway.com (الإنجليزية)